# What About Us
«What About Us» (с англ. — «Как насчёт нас») — песня американской певицы Пинк. Композиция была написана самой Пинк, Стивом Маком и  Джонни Макдэйдом. Песня была выпущена в качестве лид-сингла с альбома Beautiful Trauma 10 августа 2017 года на лейбле RCA Records.
Песня возглавила чарты Австралии, Латвии, Нидерландов, Польши, Шотландии, Словакии, Словении и Швейцарии, достигла топ-10 Австрии, Бельгии, Канады, Хорватии, Чехии, Франции, Германии, Венгрии, Ирландии, Италии, Ливана, Новой Зеландии, Португалии, Словакии, Испании и Великобритании, а также вошла в топ-20 Норвегии, Швеции и Соединённых Штатов.
Песня была номинирована на премию «Грэмми» в категории «Лучшее сольное поп-исполнение».